# جورج ر. جونسون
جورج ر. جونسون (بالإنجليزية: George R. Johnson)‏ هو سياسي أمريكي، ولد في 19 أكتوبر 1929 في الولايات المتحدة، وتوفي في 28 سبتمبر 1973 في نفس البلد. حزبياً، نشط في الحزب الجمهوري. وقد انتخب عضو مجلس نواب بنسيلفانيا.